# 시리아
시리아 아랍 공화국(아랍어: اَلْجُمْهُورِيَّةُ ٱلْعَرَبِيَّةُ ٱلْسُوْرِيَّة), 약칭 시리아(아랍어: السورية 수리야[*], 문화어: 수리아)는 서아시아에 있는 공화국이다. 수도는 다마스쿠스이다. 북쪽으로는 튀르키예, 동쪽으로는 이라크, 남쪽으로는 요르단 및 이스라엘, 서쪽으로는 레바논과 지중해에 접한다. 주류 민족은 아랍인이나 쿠르드족, 시리아 투르크멘, 아시리아인, 캅카스인 등도 다수 공존한다. 종교 역시 이슬람교 수니파가 약 74%로 최대 규모이나 이외에 시아파는 물론 기독교, 알라위파, 드루즈교, 야지드교 등을 믿는 인구도 다수 존재한다.
역사적으로 "시리아"라는 명칭은 오늘날의 시리아뿐만 아니라 레반트의 광범위한 지역을 가리키는 말이었다. 시리아는 문명의 태동기부터 역사가 활발하던 땅으로, 알레포와 수도 다마스쿠스는 인류사에서 가장 오래 전부터 인간이 거주해 온 도시로 알려져 있다. 고대에는 기독교가 번성했으나 동로마 제국이 쇠퇴한 후 이슬람 시대가 시작되며 차례로 우마이야 칼리파국, 맘루크 술탄국, 오스만 제국의 지배를 받았다. 오늘날의 시리아는 오스만 제국 시대에 아랍인 거주 지역에 설치된 오스만령 시리아를 기원으로 하며, 오스만이 멸망하고 프랑스의 위임통치를 거쳐 1946년 독립하였다.
독립 직후부터 정치 혼란 속에 여러 차례 군사 반란이 이어졌으며, 1963년 쿠데타로 집권한 아랍 사회주의 바트당 시리아 지부가 계엄령을 선포한 이래로 2011년까지 헌법이 정지 상태에 있었다. 이후 바트당 내부의 권력 다툼으로 1966년, 1970년에도 쿠데타가 일어났고, 결과적으로 하페즈 알아사드가 권력을 장악했다. 이후 아사드는 자신이 속한 이슬람 소수 종파인 알라위파를 핵심 지지층이자 측근으로 삼아 이들에 의한 소수 통치 제도를 구축하고 가족의 권력을 확립했다. 2000년 하페즈 알아사드가 사망하고 그의 아들 바샤르 알아사드가 대통령직을 승계하며 아사드 일가 중심의 바트당 독재 체제가 이어졌다.
2011년 아랍의 봄 중에 일어난 시리아 민중봉기와 이에 대한 폭력 진압을 계기로 곳곳에서 반군이 일어나며 시리아 내전이 발발하였다. 내전은 다양한 집단 간의 충돌에 따라 장기화되며 수많은 사상자와 난민 위기를 발생시켰고, 특히 2014년부터 급격히 세력을 확장한 이라크 레반트 이슬람 국가(ISIS)의 진압을 명목으로 여러 외국군까지 개입하기에 이르렀다. 시리아 내전은 2024년 말 북서부 반군이 진행한 일련의 공세로 정부군이 통치하던 시리아의 수도 다마스쿠스가 함락되고 아사드 대통령이 도피하며 13년 만에 바트당 정권의 붕괴로 종결되었다.

## 역사

### 고대 시리아
메소포타미아 등 고대 문명들의 지배를 차례로 받았으며 페르시아의 멸망 이후에 알렉산드로스 대왕에게 정복되었다. 알렉산드로스 대왕이 죽은 뒤에 그의 부하인 셀레우코스 1세에 의해 안티오키아를 수도로 하는 셀레우코스(셀루키드) 왕조가 건설되었다. 이후에 왕조는 번영하였으나 파르티아, 이집트 등과의 계속된 전쟁으로 몰락해 버렸고 기원전 64년 로마 제국의 장군 폼페이우스가 안티오키아를 점령함에 따라 로마 제국에 귀속되었다. 그 후에도 시리아는 동방 속주의 중심지로 크게 번영하였으며 그 수도인 안티오키아는 속주시리아의 수도로서 외항 셀레우키아를 통한 외부와의 교역으로 크게 번영하였다. 로마의 동방 군단이 주둔하고 있었으며 가상의 적국인 파르티아를 견제하는 기지였다.

### 기독교와이슬람교의 지배
이후 기독교가 크게 전파되었으며, 안티오키아가 터키(한글성경에는 아시아로 번역)교회 대주교의 소재지가 되었다. 이후 시리아는 4세기 말 로마의 동서분열로 동로마제국의 영토가 되었고, 제국이 쇠퇴하면서 이슬람 제국의 수중에 들어갔다. 시리아의 중심지인 다마스쿠스는 우마위야 왕조시대 왕국의 수도로서 크게 번영하였다.

### 몽골 제국·맘루크 왕조·오스만 제국의 지배
1260년 몽골 제국 군대에 점령되었으나 맘루크의 영웅 바이바르스가 나타나 이들을 몰아내고 맘루크 왕조의 지배를 받았다. 16세기에서 20세기까지는 오스만 제국의 지배를 받았다.

### 제1차 세계대전이후
제1차 세계대전이 끝난 후 1920년 시리아 아랍 왕국을 선언하였으나 불과 몇 개월 뒤 마이살룬 전투의 패배 이후 프랑스의 지배 하에 들어간다. 프랑스는 시리아를 위임통치령으로 삼고 지배를 공고히 하였다. 최초의 시리아 국기는 1932년에 만들어졌다.

### 독립 이후
현재의 시리아는 1945년에 프랑스로부터 실질적으로 독립하였고, 1946년 프랑스가 군대를 최종 철수하였다. 1958년 이집트와 통합하여 아랍 연합 공화국을 결성한 적이 있었지만 시리아 측과 이집트측의 견해차가 계속 커져 1961년 바트당이 쿠데타를 일으켜 아랍 연합 공화국에서 탈퇴하자 1970년 알라위파(시아파의 분파) 출신의 하피즈 알아사드 장군이 쿠데타를 일으켜 정권을 장악하였다. 2008년 8월 21일에 시리아와 러시아는 회담을 가졌고, 이 회담에서 시리아에 러시아 미사일 기지를 설치할 용의가 있다고 말하면서 중동에 긴장감이 높아지고 있다.

#### 시리아 내전
2011년 중동에서 일어난 민주화 요구 시위인 아랍의 봄의 영향으로 시리아에서도 민주화 요구 시위가 일어났고, 아사드를 지지하는 방송국이 피습당하는 등 내전이 진행되기 시작했다. 시리아 내에서는 학살극이 벌어졌으나 러시아는 제재에 반대하고 있다.
내전과 학살이 일어나면서 1천여 명 이상의 시리아인이 튀르키예로 집단 망명을 하는 일도 발생했다. 내전이 일어나면서 다마스쿠스에서 시가전이 벌어지기도 했고, 그와 함께 군부의 이탈도 시작되었다. 2012년 7월 19일에는 단 하루 동안 시리아 내에서만 310명이 사망하기도 했다. 7월 20일에는 시리아군이 수도에서 총공세를 펼쳤고, 이에 정부는 화학무기를 사용할 수도 있다고 위협했다.
아사드 이후에는 틀라스라는 인물이 부상하고 있다. 러시아는 EU의 시리아 제재에 반대하면서 제재조치에도 참여하지 않겠다고 밝혔다.
내전으로 인해 시리아의 경제 또한 파탄을 맞았다. 이슬람무장단체도 유입되기 시작했다. 시리아에 거주하던 폴란드인과 우크라이나인 200여명은 내전으로 시리아를 떠났다.
시리아군은 다마스쿠스를 완전히 장악했다고 밝혔고, 총리는 2012년 8월 요르단으로 망명했다. 내전은 시리아 내의 유적지들도 파괴했다. 아사드는 2주만에 모습을 드러냈고, 테러를 분쇄하겠다고 밝혔다.
시리아 내전으로 인해 보고된 사망자는 2013년 6월 현재 92,900여 명이며 실제 피해는 이보다 훨씬 클 것으로 알려졌다. 또한, 전쟁 난민은 2013년 4월 현재 680만여명으로 알려져 있으며, 2013년 말까지 1천만명으로 늘어날 것으로 예상된다.

## 자연 환경
아시아 대륙의 서쪽 끝에 위치한 시리아는 유럽과 아시아 두 대륙의 중간지대로서 지리적 요지이다. 역사상 레바논과 함께 단일 국가를 이룬적이 있다. 해발고도 90m 가량의 서쪽 산지에서 동쪽으로 완만하게 경사가 낮아지는 대지 상의 시리아 사막이 국토의 대부분을 차지하고 있으나, 서단이 지중해 동안(東岸)에 임해 있고, 남서부는 높은 산맥으로 레바논과 접한다. 북서부에도 해안선과 평행인 산맥과 계곡이 있으며, 그 동쪽 일부가 사막의 서쪽 끝이 된다. 북쪽으로 토로스(타우루스)산맥, 남쪽에는 타이비리어스호(湖)가 있으며, 터키 및 요르단·이스라엘과 이웃하고 있다. 사막의 북동부에는 유프라테스강(江)의 상류가 남동방향으로 이라크에 흘러 들어간다.
해안평야 지역은 지중해성 기후를 이루어 강수량이 많고, 산악지대에서는 기온이 낮아져 눈도 내리나 동쪽으로 갈수록 지중해와 멀어지므로 내륙성 기후가 된다. 또 북쪽에서 남쪽으로 가면 차츰 고온·건조한 사막기후로 옮아간다. 다양한 지세와 기후가 시리아의 자연적 특징이다. 수도 다마스쿠스는 전형적인 오아시스 도시이다. 경작지는 전국토의 24.8%, 농경지는 4.47%, 기타 70.73%(2005년)이다. 전체 면적 185,180km2 중에서 관개면적은 13,330km2 (2003년)이다. 서아시아의 여러 다른 아랍 국가들처럼 먼지·모래폭풍 등과 같은 자연재해가 나타난다. 남쪽 이스라엘과 접경한 골란고원은 이스라엘에게 점령당하여 이스라엘 마을이 42개가 산재한다. (인터넷 두산백과)

### 지리
시리아의 대부분은 메마른 평원이지만, 지중해와 맞대고 있는 일부 지역은 녹지이다. 북동부의 "알자지라", "호란" 지방이 주요 농경지대이다. 시리아의 가장 중요한 수원인 유프라테스 강은 시리아 동부를 가로지른다. 이곳은 문명의 요람으로 불리는 지역의 일부이기도 하다.
주요 도시로는 남서부의 다마스쿠스, 북부의 알레포와 홈스가 있다. 대부분의 큰 도시들은 지중해 근처에 위치하고 있다. (시리아의 도시 목록 참고)

시리아의 기후는 덥고 건조하며, 겨울은 온화하다. 고지대에서는 겨울에 눈이 때때로 내리기도 한다. 상업적 가치가 있는 석유 유전은 1956년 시리아 북동부에서 발견되었다. 주요 유전지대로는 수웨이디야, 콰라취, 루매얀, 태옘, 다이르 앗 자우르가 있다. 이 유전지대는 이라크의 모술과 키르쿠크 유전지대와 이어져있기도 하다. 석유는 1974년 이래 시리아의 주요 자연자원 수출품목이다. 천연가스는 1940년 제베사에서 첫 발견되었다. 

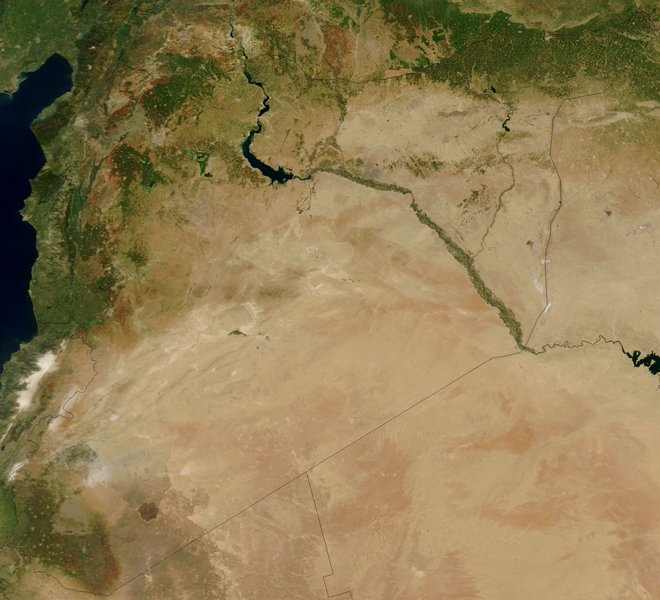
시리아의 위성 사진.

### 기후
시리아 중심부는 건조한 대륙성 기후로 밤낮의 온도차가 크고 지중해 연안은 여름에 맑은 날씨가 계속된다. 겨울에는 강수량이 많은 온난한 지중해성 기후를 보인다. 강우량은 사막지대를 제외하고는 연평균 250 mm 이하이며 서부지역의 경우 750mm에서 최고 1,100mm

## 정치
1973년 3월 13일 제정된 헌법에 따르면 시리아는 분권형 대통령제 즉 이원집정부제의 민주공화국이다. 임기는 7년 임기의 무제한 중임이 가능하다. 대통령은 국민에 의하여 선출되며 2명의 부통령과 수상, 각료 등을 임명한다. 2007년 5월 27일 바샤르 알 아사드 (Bashar al-ASAD)가 대통령으로 재선되었다. 의회는 단원제로서 정원은 250명, 임기는 4년이다. 2003년 9월 10일 무하마드 나지 알 우트리가 수상으로 임명되었다. 2007년 4월 총선에서 국민진보전선(NPF)은 172석을, 독립당은 78석을 얻었다.
법률 체계는 프랑스와 오스만 법체계가 가미되었으며 민법은 이슬람율법에 의거한다. 사법부는 대통령이 장인 대법원, 대통령에 의하여 임명되는 4년 임기의 법관으로 구성되는 헌법재판소, 폐기법정, 탄원법정, 지방법정, 이혼 보안 경제 등의 특별법정이 있다.

### 군대
시리아 헌법에서는 건강한 남자라면 군대에 가야하는 징병제를 실시하며, 복무 기간은 과거 36개월이었으나 현재는 30개월이다.
다만 군대에 가고 싶지 않으면 30만 시리아 파운드(한화로 약 6000만원)를 내고 면제를 받는 것도 가능하다.
한 가정의 독자(獨子)라면 징병에 가지 않는다. 아들 수 기준이므로 딸이 둘 있어도 아들이 한 명이라면 면제.

### 외교
시리아의 외교 정책은 국가 핵심 관심사안을 지탱하는 데에 그다지 능숙하지는 않다.

#### 대한민국과의 관계
2024년까지는 조선민주주의인민공화국(북조선 혹은 북한) 단독 수교국이었고, 대한민국과는 2025년이 되어서야 수교했다. 시리아 정부는 조선민주주의인민공화국과의 관계 및 대한민국 정부와 이스라엘의 관계를 고려하여 수교에 미온적인 태도를 나타내고 있었으며(다만, 시리아와 대한민국은 상호 승인했다.),  이에 따라 시리아는 대한민국의 미수교국으로 남아 있었으나, 2025년 4월 10일에 양국이 정식으로 수교하였다.
2011년 초반까지는 여행경보 미지정으로 자유로운 어학 연수도 가능한 나라였지만 아랍의 봄에 의한 시리아 내전, IS의 발호 등으로 여행 경보가 급격히 격상되었다. 2025년 현재도 대한민국 정부에서 시리아는 여행금지 국가 중 하나이다.
시리아 내전 이전까지 대한민국과 시리아는 경제·문화 분야에서 활발한 민간 교류가 이루어지고 있었으며 교역량도 늘어나고 있는 추세였다. 수도인 다마스쿠스에는 무역관이 개설되었으며, 대한민국 기업과 교민(이민)도 진출해 있었다. 시리아에서는 1988년 하계 올림픽과 2002년 아시안 게임 등에 선수 및 임원단을 대한민국으로 파견하는 등 체육 분야 교류도 이루어졌으나, 대한민국과 시리아 양국에는 외교 공관이 없으므로 시리아는 주한 대표부 외교 업무를 평양시 주재 시리아 대사관에서 겸임하며, 대한민국은 베이루트 주재 대한민국 대사관이 시리아 대표부 외교 겸임 업무를 수행한다.
현재는 이란 및 조선민주주의인민공화국을 지원하는 바샤르 알아사드 정부와는 상당히 사이가 좋지 않으며, 로자바 단체와 시리아 마론파 기독교인들과는 사이가 우호적이다. 바샤르 알아사드의 실각 이후 수교에 속도를 붙였다.

#### 이스라엘과의 관계
이스라엘과 시리아 양국 정부는 2008년 5월 이후, 터키의 중재로, 간접 평화교섭을 재개하였다. 그러나 같은 해 여름 에후드 올메르트 총리가 사의를 표명하여 교섭도 중단되었고 게다가 같은 해 말, 이스라엘의 가자 공격을 이유로 시리아는 교섭동결을 표명하였다. 최대의 초점은 골란고원의 귀속문제인데, 시리아와 이란 간의 관계, 이스라엘에 우호적인 시리아 내 팔랑헤주의 마론파 기독교 민병대 단체들과 시리아 정부군과 시리아 반정부군 간의 마찰, 이스라엘이 지원하고 있는 시리아 북부 쿠르드 로자바 단체에 대한 갈등, 북한과의 무기거래에 대한 논란, 시리아가 지원하는 레바논의 시아파 조직 헤즈볼라의 무장문제 등도 교섭 과제이다. 미국의 오바마 정권은 시리아와의 관계 수복을 도모하여, 평화교섭재개의 환경을 조성하는데 열의를 보이고 있다. 또한 2009년 3월에 발존한 이스라엘의 베냐민 네타냐후 정권도 교섭재개의 원칙을 향한 자세를 보이고 있다. 그러나 이 정권은 골란고원 반환에 소극적이고, 이스라엘과 사이가 안 좋은 팔레스타인 하마스 이슬람 무장단체를 강하게 지지하고 있으며, 시리아도 또한 이 정권에 강한 불신감을 표명하고 있는 등, 교섭재개를 향한 구체적인 움직임은 아직 없다.
단 시리아 내 팔랑헤주의 마론파 기독교 민병대 집단과 시리아 북부의 로자바 쿠르드족 민병단체와는 관계가 상당히 우호적이다.

#### 러시아와의 관계
러시아와의 관계는 1971년에 전략적 동맹관계를 맺었으며, 밀접하게 활발한 관계를 유지하고 있다.

## 인구 통계

### 민족
시리아인이 90%로, 그 밖에 쿠르드인(9%), 아르메니아인, 투르크멘인 등이 있다.

## 사회

### 언어
언어는 아랍어가 공용어이다. 그 밖에 쿠르드어, 아르메니아어 등도 사용된다. 일부 기독교인들은 아랍어가 아닌 시리아어를 모어(母語)로 쓰기도 하고, 외국어로는 영어가 많이 쓰이며, 프랑스어도 사용된다.

## 종교
| 종교구성 (시리아)  | 종교구성 (시리아)  | 종교구성 (시리아) | 종교구성 (시리아) | 종교구성 (시리아) |
| ------------------ | ------------------ | ----------------- | ----------------- | ----------------- |
|                    |                    |                   |                   |                   |
| 수니파             | 수니파             |                   | 68.4%             | 68.4%             |
| 시아파             | 시아파             |                   | 14.5%             | 14.5%             |
| 기독교             | 기독교             |                   | 11.2%             | 11.2%             |
| 드루즈교           | 드루즈교           |                   | 3.2%              | 3.2%              |
| 기타 (영지주의 등) | 기타 (영지주의 등) |                   | 2.7%              | 2.7%              |

종교는 쿠르드인을 포함한 이슬람교 수니파가 68.4%, 알라위파 등 이슬람교 시아파가 14.5%, 드루즈교가 3.2%, 기독교가 11.2%이다. 기독교도들은 시리아의 기독교도 지역인 밥투마 지역에 많이 살고 있다. 헌법상으로 국교를 정하고 있지는 않으나, 대통령은 이슬람교도여야 한다는 규정이 있다.

### 시리아 기독교
시리아 기독교는 칼케돈 안티오키아 정교회(Chalcedonia Antiochian Orthodox)가 35.7%, 동방 가톨릭교회(멜키트 그리스 가톨릭, 아르메니아 가톨릭, 시리아 가톨릭, 마론파, 칼데아 가톨릭교회 등)가 26.2%, 시리아 정교회가 22.4%, 아르메니아 사도교회가 10.9% 등이다.

## 기아문제
시리아의 기아문제는 시리아 내전 때문에 매우 심각한 수준으로 예상되고 있다. 그래서 시리아와 접경지역 레바논에서는 난민캠프장, 난민촌이 마련되어 있다. 아일랜드 NGO인 컨선월드와이드(Concern Worldwide), 독일의 NGO인 세계기아원조(Welthungerhilfe) 그리고 미국의 연구기관인 국제식량정책연구소(IFPRI)가 매년 발간하는 세계기아지수(GHI)에 따르면 2016년 시리아는 전쟁상황으로 인해 지수를 산출할 수 없지만 눈여겨봐야할 국가들 중 하나이다. 현재 내전이 6년째 접어든 시리아의 황폐한 상황을 고려하면 최신 자료와 통계는 특히 제한적일 수 밖에 없다. 올해 보고서에 필요한 영양 결핍 만연, 발육 부진 아동, 허약 아동에 대한 최신 자료와 추산은 입수할 수 없었다. 입수할 수 있는 최신 자료는 영유아사망률이다. 영유아사망률은 1.5퍼센트로 높지 않은 편이지만 분쟁이 발발하여 접근할 수 없는 지역에는 자료를 수집할 수 없다는 점을 고려하면 신뢰할 만한 자료는 아니다. 그러나 현장에서 올라온 보고서에 따르면 내전으로 찢긴 시리아에서 식량이 부족한 인구는 상당히 많다. 유엔세계식량계획(WFP)은 시리아 식량 생산이 내전 이전 수준이 비해 40퍼센트 감소했다고 발표했다. 2016년 초 유엔 사무총장 반기문은 기근을 전쟁 무기로 이용하는 것을 비롯해 국제 인권을 유린한 내전의 모든 주체들을 맹비난했다.